# Albert I. Monaški
Albert I. Monaški, monaški knez, * 13. november 1848, Pariz, Francija, † 26. junij 1922, Pariz.
Rodil se je 13. novembra 1848  knezu Karlu III. in grofici Antoinette Ghislaine de Moerode Westerloo. Kot mladenič je služil v španski mornarici, med Francosko-prusko vojno pa je pridružil francoski mornarici in bil za svoje zasluge povišan v Red legije časti. Kmalu se je pričel zanimati za oceanografijo in je razvil več tehnik za preučevanje ter izvedel številne meritve, kasneje pa tudi za izvor in evolucijo človeka.
21. septembra 1869 se je poročil z lady Mary Victorio Hamilton (1850-1922), s katero je imel sina Ludvika. Mary ni marala Monaka, zato je kmalu zapustila državo in zakon je bil leta 1880 razveljavljen, kljub temu pa je Sveti sedež izdal uredbo, po kateri je lahko Ludvik ostal legitimen potomec in prestolonaslednik s stališča Cerkve.
10. septembra 1889 je umrl njegov oče in Albert ga je nasledil na monaškem prestolu. Istega leta se je v Parizu poročil z vojvodinjo de Richelieu, Marie Alice Heine (1858-1925). Marie Alice Heine je bila potomka poslovneža iz ZDA in je bila s svojim smislom za posel za kneževino pravi blagoslov, saj je uredila finance in se posvetila razvoju kulturnih ustanov. Tudi njun zakon se je pričel krhati in se končal leta 1902, saj naj bi ga prevarala s skladateljem Isidorom de Laro. 
Leta 1910 so se pričeli množični protesti proti njegovi vladavini. Ljudje so bili nezadovoljni zaradi francoskega vpliva na politiko in gospodarstvo, pa tudi zaradi velikega problema brezposelnosti - v državi ni bilo industrije, v kazinojih pa domačini niso smeli delati. Da bi pomiril strasti je Albert sprejel ustavo, ki pa v praksi ni imela bistvenega pomena. Istega leta je podprl ustanovitev relija Monte Carlo, s čimer je želel v državo – še posebej v kazino – pritegniti čim več ljudi. Ustavo je kmalu začasno razveljavil, saj se je začela prva svetovna vojna. V mesecih pred vojno si je prizadeval za mirno reševanje konfliktov, po izbruhu vojne pa je sicer proglasil državo za nevtralno, a je zaveznikom pomagal z bolnišnicami, centri za okrevanje in vojaki.
Umrl je v Parizu 26. junija 1922, nasledil ga je sin Ludvik II. Monaški.